# Bitwa pod Mardż Dabik
Bitwa pod Mardż Dabik (właściwie: bitwa na pastwiskach pod miejscowością Dabik) – starcie zbrojne, które miało miejsce 24 sierpnia 1516 r., pomiędzy Osmanami dowodzonymi przez sułtana Selima I a siłami Mameluków pod wodzą sułtana Kansuha al-Ghauriego, które zakończyło się klęską Mameluków oraz śmiercią ich władcy.
W trakcie panowania sułtana Bajazyda II (1481–1512) Osmanowie podjęli próby przeciwstawienia się wpływom Mameluków w północnej Syrii. Po licznych prowokacjach ze strony Mameluckiej i wsparciu, jakiego udzielił im szach Safawidów Isma'il I, stali się oni poważnym zagrożeniem dla imperium osmańskiego. Próby rozwiązania sporów przez al-Ghauriego, który podjął się pośrednictwa w sporze pomiędzy Selimem I a Isma’ilem, w trakcie spotkania w Aleppo nie powiodły się. Selim nie był zadowolony z sojuszu Mameluków z Safawidami.
Po zamordowaniu towarzyszącego al-Ghauriemu oficjela, stało się jasne, że jedynym rozwiązaniem pozostaje starcie militarne. Do bitwy doszło w okolicy Mardż Dabik, w pobliżu Aleppo. Starcie, w którym Osmanowie użyli artylerii, zakończyło się klęską Mameluków i śmiercią al-Ghauriego. Zwycięstwo pod Mardż Dabik doprowadziło do poszerzenia wpływów osmańskich w Syrii.